# Блиновы
Блиновы — династия нижегородских купцов-старообрядцев, хлебопромышленников, солеторговцев и пароходовладельцев.
По вероисповеданию Блиновы были старообрядцами, приемлющими священство, переходящее от господствующей церкви (беглопоповцами).

## Происхождение
Родоначальником династии был Андрей Блинов, крепостной крестьянин села Николо-Погост Балахнинского уезда Нижегородской губернии. Вместе с сыновьями Фёдором, Аристархом и Николаем вёл торговлю зерном. Семья выкупилась на волю у владельца Николо-Погоста князя В. Н. Репнина, после чего переехала в Нижний Новгород в 1840 году.

## Предпринимательская деятельность
Семья, в основном, занималась продажей хлеба (зерна, муки и круп) в Казани, Москве и Санкт-Петербурге. Переехав в Нижний Новгород Блиновы выкупили квартал земли в центре города, прилегавший к Рождественской улице, где выстроили доходные дома. Фёдор Блинов также занимался солеторговлей, владел речными судами (кабестаном «Лев», забежкой «Голубь», буксирами «Воевода», «Блинов», «Помощник», «Север» и баржами). В 1850-е годы построил на Софроновской площади конную мельницу. В 1864 году открыл Николаевский городской общественный банк. В 1877 году — паровой мукомольный завод на реке Везломе при селе Неклюдово Семёновского уезда.
Совместно с младшими братьями Фёдор Блинов владел паровой и тремя водяными мельницами в Нижегородской губернии, паровым крупчатым заводом и двумя водяными мельницами в Казанской губернии, землями и лесными дачами в Нижегородской и Казанской губерниях, шестью каменными домами и пятью каменными лавками в Нижнем Новгороде, каменным домом в Казани и деревянным домом в Чебоксарах.
Братья Аристарх и Николай совместно вели хлебную торговлю под маркой фирмы «Торговый дом братья Блиновы».

## Генеалогия
- Блинов, Андрей (?—?) — основатель рода, торговец зерном, бывший крепостной, выкупившийся на волю в 1840 году.
  - Блинов, Фёдор Андреевич (1810—1882) — купец 2-й гильдии, хлебо- и солеторговец, хлебопромышленник, судовладелец, директор Николаевского городского общественного банка, почётный гражданин Нижнего Новгорода (1878).
  - Блинов, Аристарх Андреевич (1820— после 1892) — купец 1-й гильдии, почётный гражданин Нижнего Новгорода (1881), хлеботорговец и хлебопромышленник, меценат.
    - Блинов, Асаф Аристархович (1861— после 1917) — купец, продолжил дело отца под маркой «Торговый дом братья Блиновы», член Общества вспомоществования бедным жителям Нижнего Новгорода, гласный Нижегородской городской думы (1897—1900).

  - Блинов, Николай Андреевич (ум. 1885) — купец 1-й гильдии, хлеботорговец и хлебопромышленник, гласный Нижегородской городской думы (1883—1885), почётный гражданин Нижнего Новгорода (1881). Жена — Бугрова, Еннафа Александровна.
    - Блинов, Макарий Николаевич (ок. 1874—1908) — купец 1-й гильдии, хлеботорговец, гласный Нижегородской городской думы (1905—1908), казначей Нижегородского общества поощрения рысистого конезаводства.